# Edric
Edric je mužské křestní jméno anglosaského původu. Pochází ze staroanglických slov ead "blahobyt", "štěstí" a ric. Po normanském dobytí toto jméno nebylo běžně užíváno. V moderních časech zažívá příležitostné znovuzrození. 
Ve staré angličtině se to psalo takto Eadric.

## Známí nositelé
- Edric Baratheon, fiktivní postava ze seriálu Hry o trůny
- Edric Bastyan, britský politik, guvernér Jižní Austrálie a Tasmanie
- Edric Bickford, hráč australského fotbalu
- Edric Broadberry, britský voják
- Edric Connor (1913-1968), britský zpěvák
- Edric Cundell, britský skladatel a dirigent
- Edric Gifford, 3. baron
- Edric Hamilton-Russell, britský inženýr a veslař
- Robert Edric, britský spisovatel
- Edric Tjandra, herec